# Encamisada de Falset

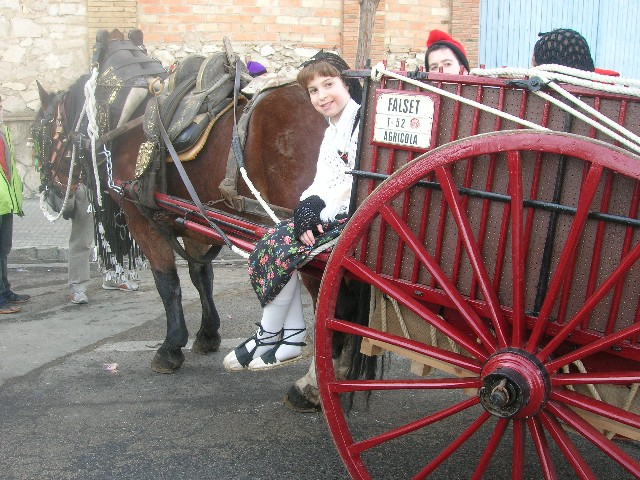
Una imatge de la festa, amb els vestits típics i animals.

La festa de l'Encamisada de Falset, que se celebra el cap de setmana més proper al dia de Sant Antoni Abad, consisteix en el fet que els falsetans es vesteixen amb la indumentària tradicional per sortir, amb els animals i els carros ben guarnits, a tombar per la vila. La celebració, que se celebra a Falset, al Priorat, es diferencia d'altres cavalcades dels tres tombs d'arreu de Catalunya pel rerefons llegendari que la motiva i per la forma com s'organitza i es desenvolupa en l'actualitat, amb una participació bàsicament local. Es pot considerar una variant de la festa dels Tres Tombs, lligada a la benedicció d'animals per Sant Antoni Abat. L'Encamisada, però, té l'afegit que també se celebra la victòria del poble falsetà contra tropes invasores el mateix dia 17 de gener.

## Origen
Els orígens llegendaris de la festa se situen a començaments del segle xvii i s'atribueixen a una victòria dels falsetans sobre tropes enemigues que tenien encerclada la població, gràcies a un atac nocturn per sorpresa, entre la boira, en el que la gent del poble portava una camisa blanca per diferenciar-se. Una maniobra militar que es coneix, efectivament, amb el nom d'encamisada i que ha acabat designant diverses festes que tenen semblants arrels llegendàries. No és clar si es van enfrontar a les tropes napoleòniques (vers el 1810) o a les tropes castellanes durant la Guerra de Successió (1700-1714). En aquesta batalla, el fet de dur camises blanques hauria permès als falsetans camuflar-se en la boira i van desbaratar els exèrcits enemics.
De fet, la cita en l'Enciclopèdia Catalana és : "encamisat -ada: Atac de nit per sorprendre l'enemic adormit en el qual els soldats es cobrien amb una camisa blanca per no confondre's amb els enemics. Cavalcada d'homes encamisats celebrada la vigília de determinades festivitats." 
Els elements de la festa de Sant Antoni (dimonis i carretilles, benedicció del penó i animals, carruatges, guarniments, vestuari...) que han arribat fins a l'actualitat són presents des de les celebracions del segle xix i el nom d'encamisada va lligat a aquest tipus de manifestació des de principis del segle XX en documentació escrita. La festa es manté, sense altra interrupció que la guerra civil, i a partir de 1970 la denominació d'Encamisada engloba ja tot el conjunt d'actes festius relacionats amb Sant Antoni.

## Descripció
L'Encamisada comença el dissabte al migdia amb un repic de campanes i enlairament de coets anunciant la festa. A la nit, els participants amb les seves cavalleries i carros es reuneixen davant del celler de la Cooperativa. D'allí la desfilada, encapçalada pels dimonis i seguits per la banda de música, els carruatges petits i grans amb el carro del Sant, les cavalleries petites i tancant amb el Penó que porten els fadrins (els quintos de l'any) i damisel·les va, cap a l'església. Aquest seguici amb els dimonis al davant te referències escrites de l'any 1885. La continuïtat del ball de diables falsetà a la festa de Sant Antoni –segons el model tradicional del Baix Camp i el Priorat– és un dels trets importants de la celebració que li afegeix valor patrimonial.
El diumenge al matí es fa la benedicció dels animals a la plaça de l'Església, on arriben carruatges i cavalleries procedents del mateix punt de concentració que el dia abans. En acabar l'ofici religiós es treuen les portadores amb els panets de Sant Antoni beneïts a la plaça, on els organitzadors els venen. Els panets tenen una gran acceptació, esdevenint un recurs per a finançar la festa. Tot seguit, cavalleries i carruatges continuen desfilant per la població i els més coratjosos porten en rua el sant a l'ermita situada a dos quilòmetres de la vila.
A la festa, grans i petits, abillats amb la indumentària típica catalana (espardenyes; gandalla o ret, mitenes, etc. les noies; barretina, armilla i faixa els nois), però sobretot amb camisa de fil blanca, pugen als seus carros, guarnits lleugerament amb aspectes que fan referència a la vida rural, la natura, la terra, etc., duts per cavalls, mules, matxos i rucs, la major part llogats, per fer una cercavila pels carrers més cèntrics de la vila de Falset. Aquesta activitat es realitza al vespre del dissabte i es repeteix el matí del diumenge, en què s'arriba a l'església de Santa Maria, on es beneeixen els animals i després els carruatges i es reparteixen panets beneïts. A l'hora de l'ofertori s'ha popularitzat dansar la Jota de Falset dalt del presbiteri, davant de l'altar.
Com a final de festa, un cop finalitzada la cercavila, s'acompanya amb els animals i carruatges el retorn de la imatge del Sant a l'ermita de Sant Gregori, un paratge de singular bellesa situat als afores del poble.
Dins dels actes de la festa, de bon matí el diumenge, se celebra la popular benedicció dels animals per part del rector del poble, i on al marge dels cavalls, mules i rucs de la festa, els vilatans porten també les seves mascotes (gossos, gats…). Acostuma darrerament a acabar la celebració amb un esmorzar poupular, amanit amb el valorat vi de la població.

## Organització
La festa és organitzada pel Centre d'Estudis Falsetans que l'heretà de la Confraria de Sant Antoni als anys 1960, quan s'incorporà la figura dels carros guarnits en senyal de festa i la participació de les noies, que fins aleshores no ho tenien permès. Té unes normes força estrictes per al manteniment i bon transcórrer de la festa:
| «                                                    | Totes les persones que portin carros o cavalleries, són responsables d'aquests i dels danys que puguin ocasionar. L'organització no es fa responsable de les actuacions dels participants a la festa Els participants a l'Encamisada, sigui a dalt o al costat dels carros o cavalleries, han de dur el vestit tradicional català. Les cavalleries i carros poden anar adornats, però no s'han de fer "carrosses" Cal procurar que els guarniments dels animals estiguin en bones condicions i siguin adequats. L'ordre de la rua que cal respectar en tot el recorregut és el següent: Dimonis, Banda de Música, Carros petits, Carros grans, Carro de Sant Antoni, Cavalleries petites, Cavalleries grans, i Pendó de Sant Antoni. | » |
| — Centre d'Estudis Falsetans, Normes de funcionament | |   |

El gruix de la festa recau sobre les colles familiars o d'amistat que tenen com a objectiu preparar la seva participació en la diada en carros i animals propis o llogats. El manteniment d'una bèstia de tir durant tot l'any per poder sortir a l'Encamisada o, senzillament, la conservació d'un carro ben desat, que no es fa servir habitualment per cap altra celebració, són un bon símptoma de la importància que la festa té per als falsetans. La participació en la festa és considerable, tant pel que fa a persones i colles que integren la desfilada –de Falset i també d'altres pobles de la rodalia– com al públic que hi assisteix.

## Reconeixements
El darrer reconeixement oficial de la festa va venir quan l'any 2011 la Generalitat de Catalunya va distingir aquesta celebració com a Festa Tradicional d'Interès Nacional.